# Uromoduline
L'uromoduline ou mucoprotéine de Tamm-Horsfall est une glycoprotéine produite exclusivement par le rein, c'est la protéine la plus abondante des urines. Des mutations dans le gène UMOD causent des maladies rénales.

## Découverte

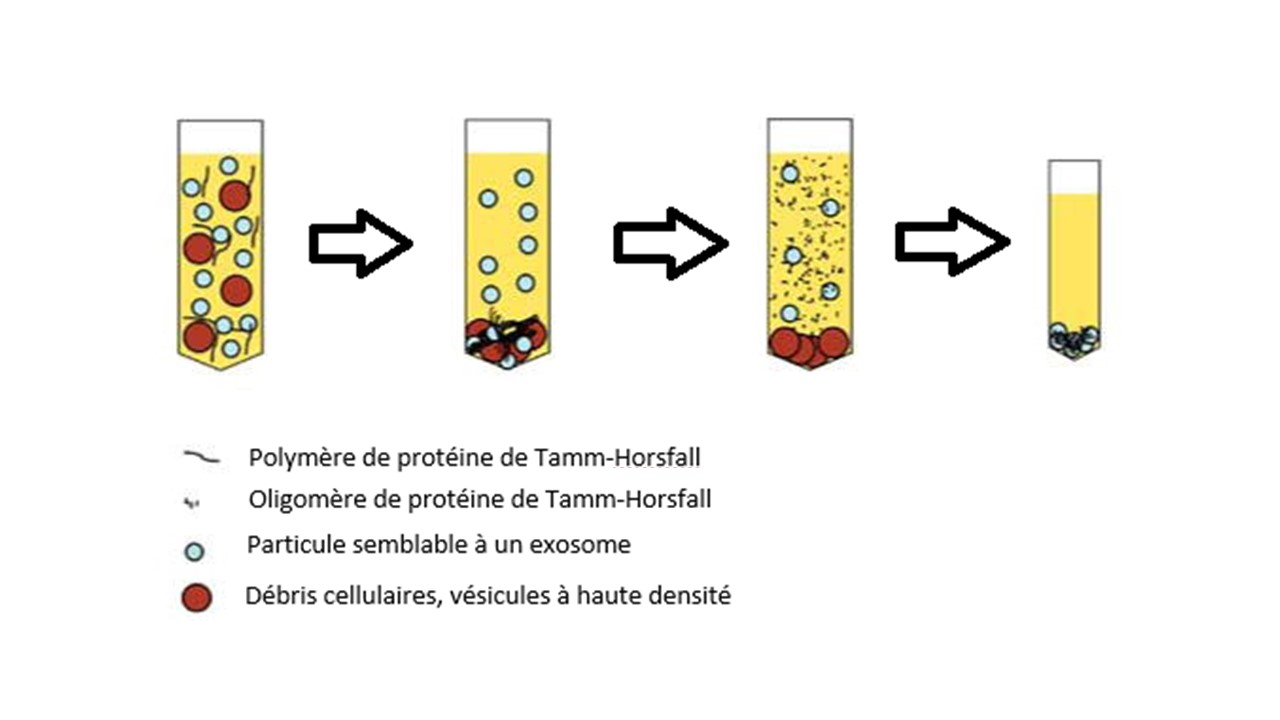
Stratégie de purification de la protéine de Tamm-Horsfall dans l'urine.

La protéine a été décrite en tant que « mucoprotéine urinaire » par Kah Morner puis a été purifiée pour la première fois en 1952 par Igor Tamm et Frank Horsfall (en) dans l'urine d'individus en bonne santé (figure 1). L’uromoduline a ensuite été détecté dans l'urine de tous les placentas de mammifères étudiés.

## Gène

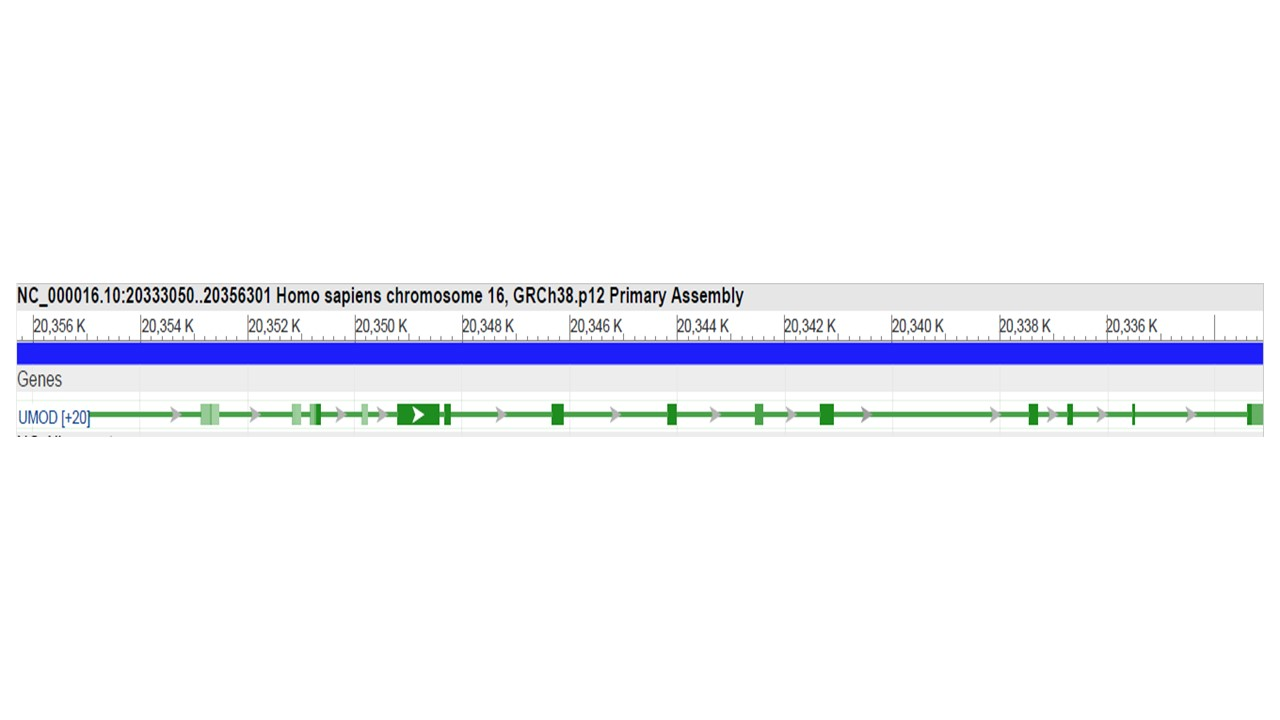
Structure du gène UMOD.

Le gène UMOD humain est situé sur le chromosome 16 (figure 2). Bien que plusieurs variants de transcription puissent exister pour ce gène, les natures complètes de deux seulement ont été décrites à ce jour,. Ces deux représentent les principales variantes de ce gène et codent la même isoforme,.

## Protéine et structure 3D

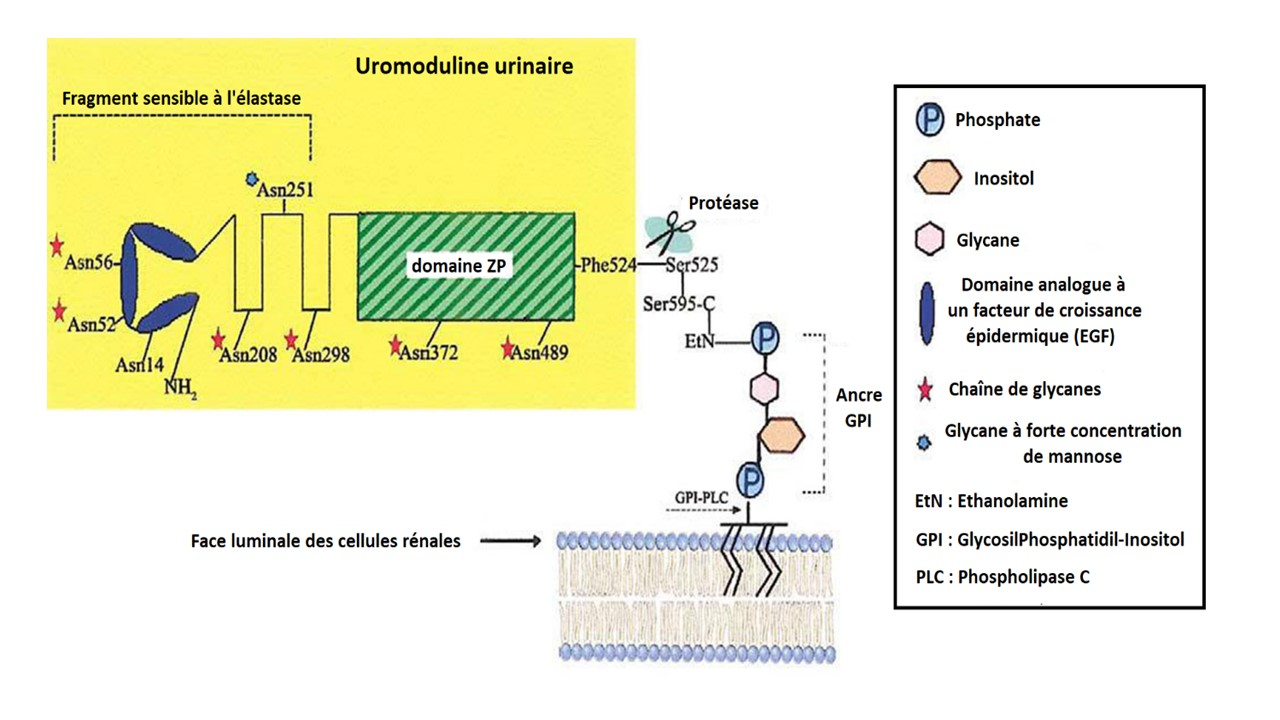
Modèle structural de l'uromoduline urinaire (zone jaune) et de son homologue réticulé glycosylphosphatidylinositol (GPI) rénal. ZP : Zona pellucida, NH_{2} : extrémité N-terminale, Asn : Asparagine, Phe : Phénylalanine, Ser : Sérine.

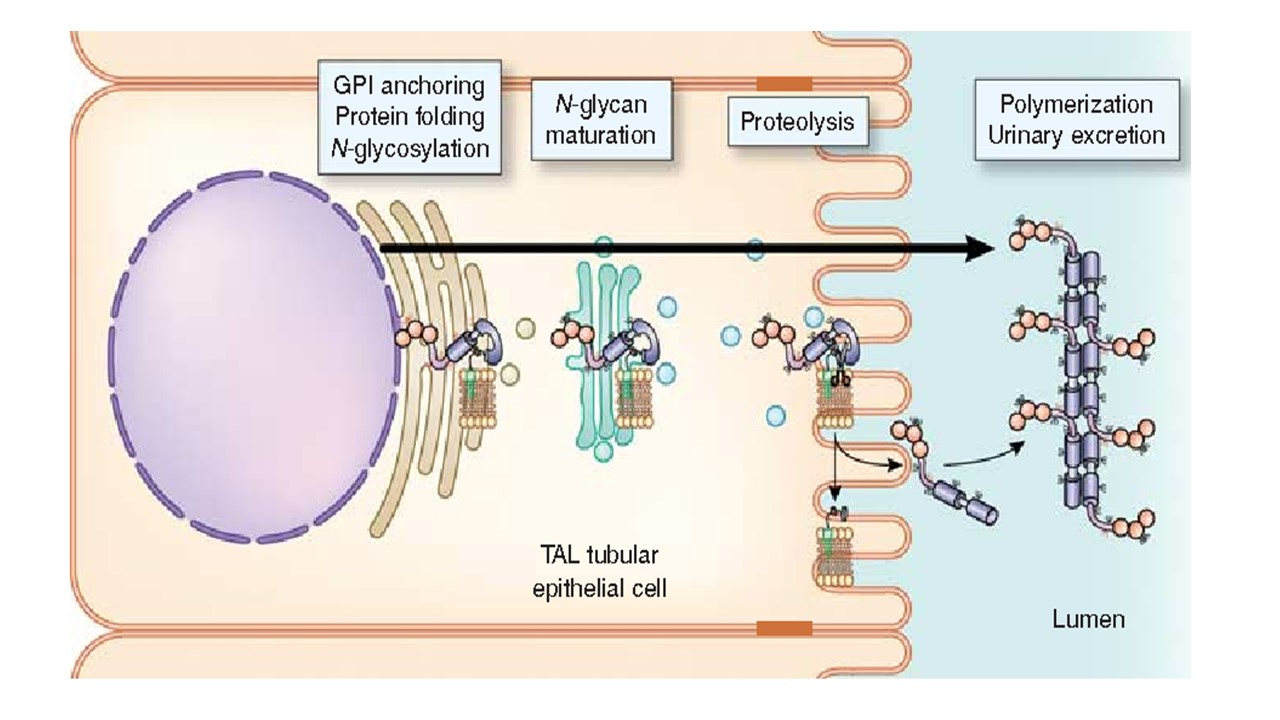
Modèle de maturation, d'excrétion et de polymérisation de l'uromoduline.

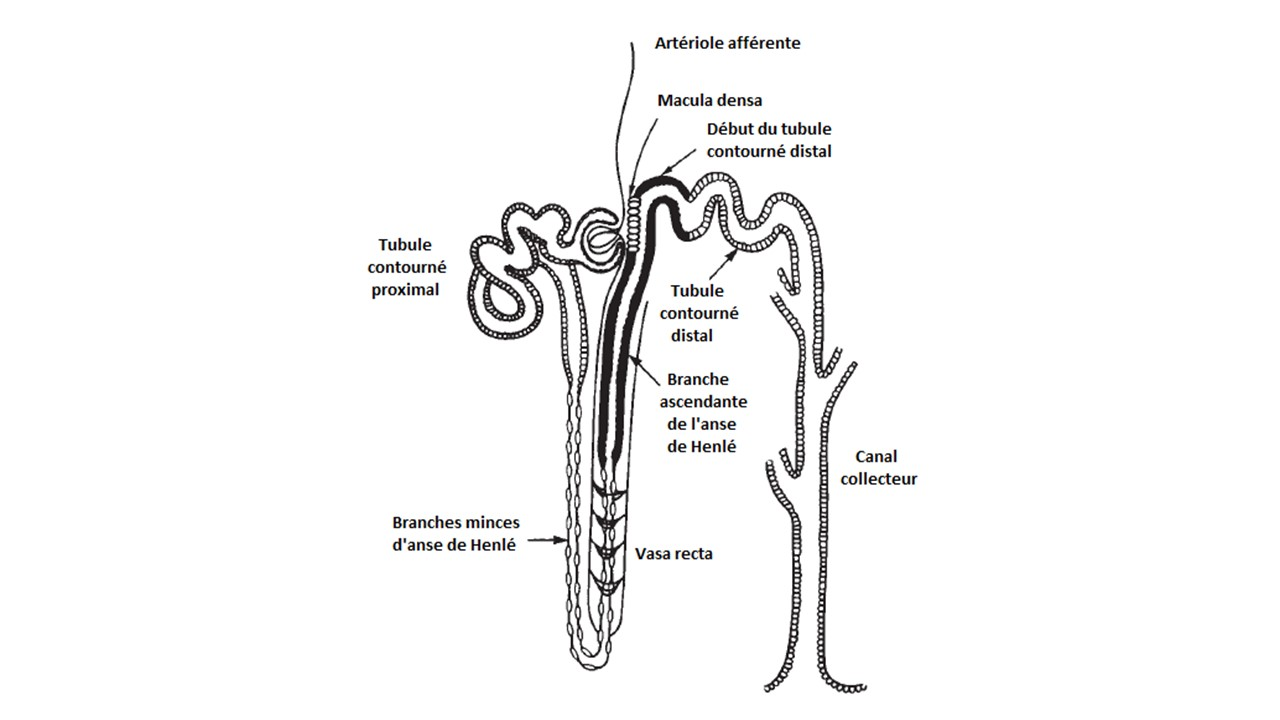
La répartition de la THP dans le néphron humain est limitée à la branche ascendante et le début du tubule contourné distal.

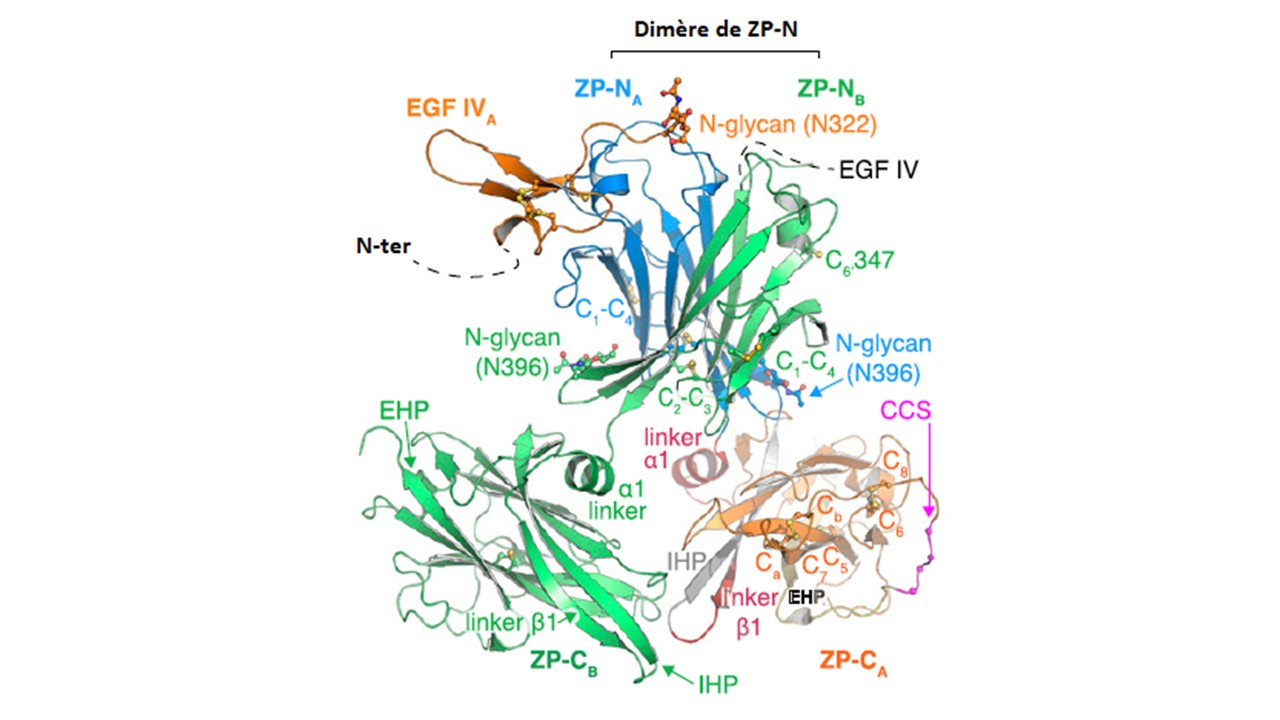
Structure cristallographique de la THP.

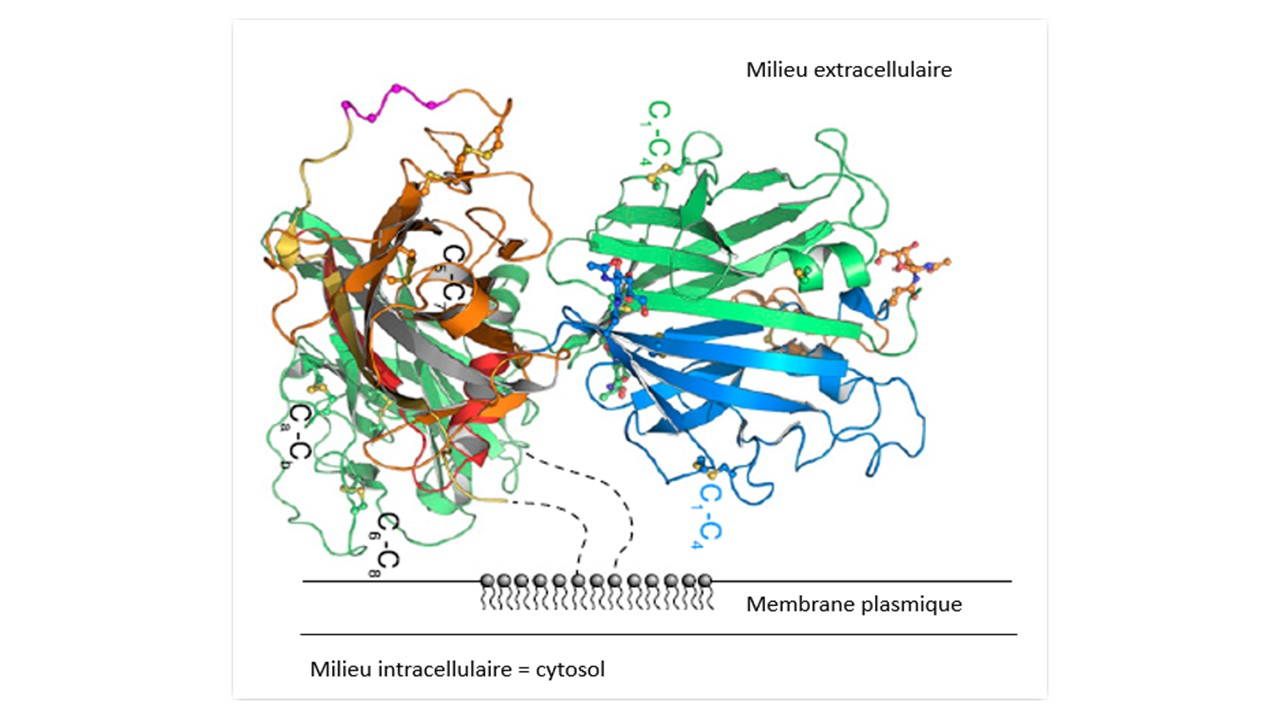
Orientation possible par rapport à la membrane plasmique due à l'ancrage au GPI

La séquence protéique (figure 3) contient un peptide signal N-terminal de 24 acides aminés, suivi de trois domaines analogues à un facteur de croissance épidermique (EGF pour  Epidermal Growth Factor), un domaine zona pellucida (en) (ZP) et un site de fixation d'ancrage GPI. Le peptide C-terminal d'origine intracellulaire est constitué d'acides aminés hydrophobes qui agissent comme un signal pour la  ER-transpeptidase (ER pour Réticulum Endoplasmique).
Après clivage du peptide hydrophobe par cette enzyme (ER-transpeptidase), une ancre GPI préformée est ajoutée à la « nouvelle » extrémité C-terminale. Après une maturation supplémentaire dans l'appareil de Golgi, l'uromoduline est transportée vers la membrane plasmique apicale sous forme de polymères libérés dans la lumière (tubulaire) après clivage protéolytique (destruction des protéines en leurs éléments constitutifs, qui est assurée dans la cellule vivante par des enzymes dites protéolytiques ; en biochimie, la protéolyse est l'hydrolyse des protéines sous l'action des enzymes : la protéine se décompose en plusieurs morceaux) par une protéase inconnue (figure 4). Le clivage est nécessaire pour la polymérisation des monomères d'uromoduline dans la lumière tubulaire, processus probablement facilité par le domaine ZP.
L’uromoduline est synthétisée dans des cellules épithéliales tubulaires épaisses à membres ascendants (TAL). Il est inséré de manière co-traductionnelle dans le réticulum endoplasmique où ont lieu les ancrages GPI, la formation de ponts disulfures intramoléculaires (au sein de la THP) puis la N-glycosylation. Dans le Golgi, toutes les chaînes de glucoses attachées à la protéine de Tamm-Horsfall sont modifiées, à l'exception de celle d'une asparagine qui conserve un fragment à haute teneur en mannose. L’uromoduline atteint la membrane plasmique dans une conformation incompétente de polymérisation maintenue par l'interaction de deux motifs hydrophobes (rouge), l'un dans le domaine ZP et l'autre localisé entre le domaine ZP et le site d'ancrage GPI. Le clivage protéolytique par une protéase inconnue libère l'interaction hydrophobe, générant un monomère qui est assemblé en polymères.
La THP est produite par la branche ascendante de l’anse de Henlé du rein de mammifère (figure 5).
Alors que la molécule sous forme de monomère a un poids moléculaire (PM) d'environ 80 000 Daltons (Da), elle est physiologiquement présente dans l'urine en polymère pouvant atteindre 7 x 107 Da. Lorsque cette protéine est concentrée à pH faible (pH inférieur au pH neutre ayant la valeur de 7,4), elle forme un gel. L’uromoduline représente la protéine la plus abondante dans l'urine humaine normale (résultats basés sur les déterminations de spectrométrie de masse MS/MS).
La structure tridimensionnelle de la protéine de Tamm-Horsfall (PDB: 4WRN) a été rapportée en janvier 2016. La protéine de Tamm-Horsfall a une densité électronique révélant un quatrième domaine de type EGF qui se situe avant le domaine ZP (figure 6). L'EGF IV consiste en une courte hélice alpha N-terminale et en un pont disulfure constitué d'un feuillet β antiparallèle (figure 7).

## Mode d'action et fonction

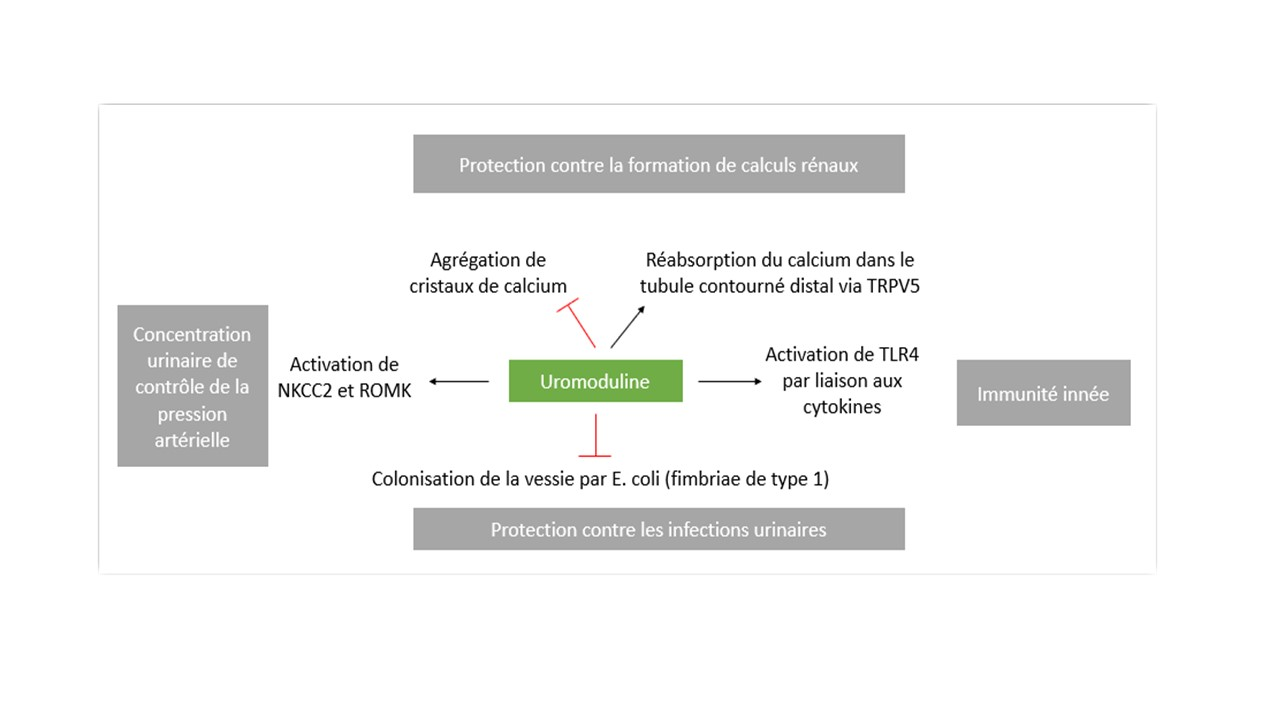
Rôles physiologiques de l’uromoduline.

Sa fonction reste mal connue mais elle aurait potentiellement un rôle dans la régulation du sodium, un rôle protecteur dans les infections urinaires et les lithiases rénales,,..
L'uromoduline peut agir comme un inhibiteur constitutif de la cristallisation du calcium dans les fluides rénaux. L'excrétion de l'uromoduline dans l'urine peut constituer un moyen de défense contre les infections des voies urinaires causées par des bactéries uropathogènes.
Des études ont révélé que le THP peut jouer un rôle dans la physiologie règlementaire et participe effectivement à la fonction de transporteur. Des études ont montré que Escherichia coli, qui exprime des pili sensibles au mannose, peut également être piégé par les chaînes latérales de la protéine de Tamm-Horsfall contenant du mannose. La THP peut également jouer un rôle important dans la protection contre les lésions rénales par une régulation à la baisse de l'inflammation (figure 8).

## Structure et production
L'uromoduline est codée à partir du gène UMOD du chromosome 16. Elle est uniquement produite par le rein. Elle est sécrétée par les tubules rénaux au niveau de l’anse de Henlé.

## Catabolisme et élimination
Environ 80 mg d’uromoduline est éliminé par jour dans les urines.

## Pathologies

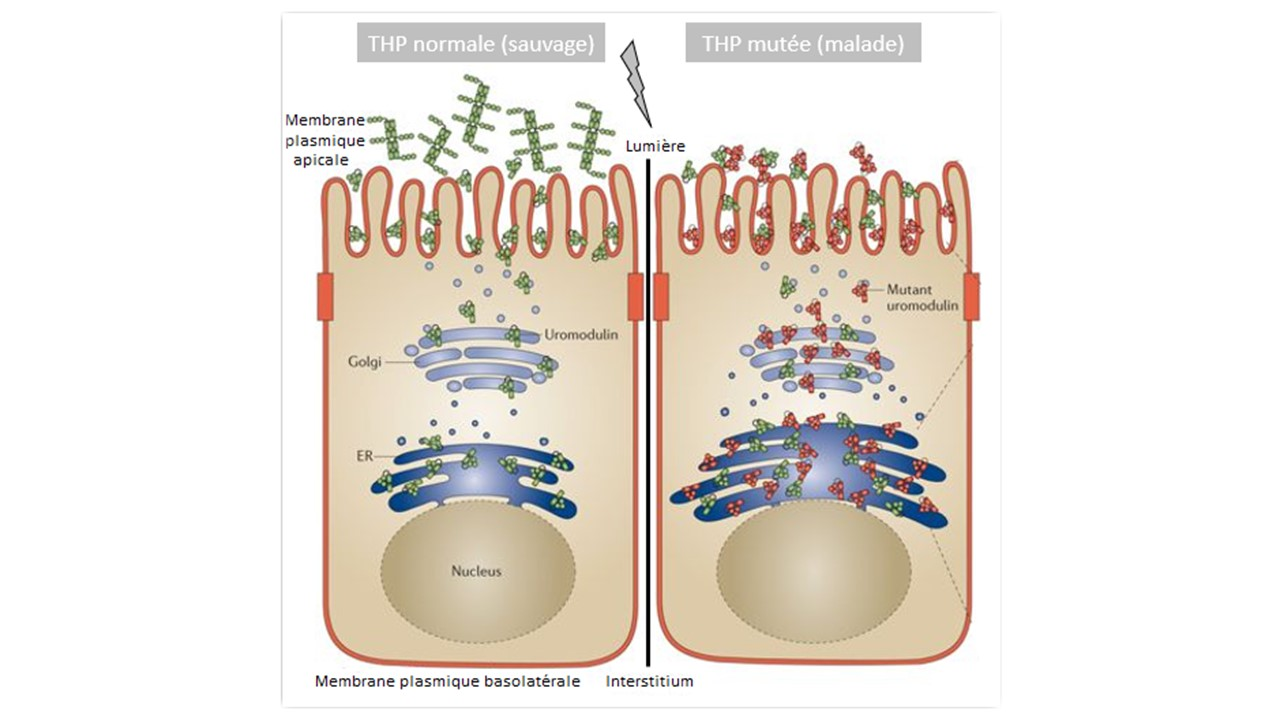
Conséquences cellulaires de la mutation du gène UMOD dans la MCKD2.

Une mutation du gène UMOD peut entraîner des pathologies comme la forme familiale de la néphropathie avec goutte précoce ou la maladie kystique médullaire rénale autosomique dominante.
L'uropontine, la néphrocalcine et l'uromoduline sont les trois glycoprotéines urinaires connues affectant la formation de calculs rénaux contenant du calcium. La diminution des taux de THP dans l'urine s'est révélée être un bon indicateur de calculs rénaux. Les défauts de ce gène sont associés aux troubles rénaux autosomiques dominants de la néphropathie kystique rénale 2 (MCKD2) et de la néphropathie hyperurémique d'origine juvénile familiale (FJHN).
Ces troubles sont caractérisés par une hyperuricémie, une goutte et une insuffisance rénale progressive juvéniles.
Des anticorps contre la protéine de Tamm – Horsfall ont été observés dans diverses formes de néphrite (néphropathie balkanique, par exemple), mais il reste à déterminer si ces résultats présentent un intérêt physiopathologique. Une autre maladie associée à des mutations dans ce gène est la "maladie rénale tubulo-interstitielle autosomique dominante".
Dans le myélome multiple, le tubule contourné distal et le canal collecteur des reins contiennent souvent des protéines exprimées, constituées principalement de la chaîne légère de l'immunoglobuline, appelée protéine de Bence Jones, mais contenant également souvent la protéine de Tamm – Horsfall,.
Dans la MCKD2, la THP mutée s’accumule dans le réticulum endoplasmique rugueux (RER) et dans l’appareil de Golgi (figure 9),.